# Wahlbezirk Böhmen 43
Der Wahlbezirk Böhmen 43 war ein Wahlkreis für die Wahlen zum Abgeordnetenhaus im österreichischen Kronland Böhmen. Der Wahlbezirk wurde 1907 mit der Einführung der Reichsratswahlordnung geschaffen und bestand bis zum Zusammenbruch der Habsburgermonarchie.

## Geschichte
Nachdem der Reichsrat im Herbst 1906 das allgemeine, gleiche, geheime und direkte Männerwahlrecht beschlossen hatte, wurde mit 26. Jänner 1907 die große Wahlrechtsreform durch Sanktionierung von Kaiser Franz Joseph I. gültig. Mit der neuen Reichsratswahlordnung schuf man insgesamt 516 Wahlbezirke, wobei mit Ausnahme Galiziens in jedem Wahlbezirk ein Abgeordneter im Zuge der Reichsratswahl gewählt wurde. Der Abgeordnete musste sich dabei im ersten Wahlgang oder in einer Stichwahl mit absoluter Mehrheit durchsetzen. Der Wahlkreis Böhmen 43 umfasste die Gerichtsbezirke Nachod, Neustadt an der Mettau, Opočno, wobei folgende Gemeinden ausgenommen waren:
- aus dem Gerichtsbezirk Neustadt an der Mettau die gleichnamige Stadt Neustadt an der Mettau (Wahlbezirk 24) sowie die Gemeinden Deschney, Gießhübel, Plaßnitz, Polom, Sattel und Trtschkadorf (Wahlbezirk 128)
- aus dem Gerichtsbezirk Opočno die gleichnamige Stadt Opočno, die Gemeinde Dobruska (beide Wahlbezirk 24) sowie die Gemeinde Lom (Wahlbezirk 128)
- aus dem Gerichtsbezirk Nachod die gleichnamige Stadt Nachod sowie die Gemeinde Rothkosteletz und Hronow (alle Wahlbezirk 23)

Aus der Reichsratswahl 1907 ging der katholisch-nationale František Chaloupka als Sieger hervor. Bei der Reichsratswahl 1911 setzte sich der böhmische Agrarier Antonín Rydlo durch.

## Wahlergebnisse

### Reichsratswahl 1907
Die Reichsratswahl 1907 wurde am 14. Mai 1907 (erster Wahlgang) sowie am 23. Mai 1907 (Stichwahl) durchgeführt.

#### Erster Wahlgang
| Kandidat                                                                      | Partei                                  | Wahlkreis- stimmen | Prozent |
| ----------------------------------------------------------------------------- | --------------------------------------- | ------------------ | ------- |
| Rudolf Horský                                                                 | Christlichsozialer Agrarier             | 5436               | 48,8 %  |
| Jan Kotlant                                                                   | Tschechische Agrarpartei                | 2126               | 19,1 %  |
| Kudrnáč                                                                       | Tschechische Sozialdemokratische Partei | 1989               | 17,9 %  |
| František Kovářovic                                                           | Tschechisch national-soziale Partei     | 1564               | 14,0 %  |
|                                                                               | Sonstige Parteien                       | 24                 | 0,2 %   |
| Wahlberechtigte: 12.377, Ungültige/Leere Stimmen: 65, Wahlbeteiligung: 90,5 % |                                         |                    |         |

#### Stichwahl
| Kandidat                                                                      | Partei                      | Wahlkreis- stimmen | Prozent |
| ----------------------------------------------------------------------------- | --------------------------- | ------------------ | ------- |
| Rudolf Horský                                                                 | Christlichsozialer Agrarier | 6241               | 57,0 %  |
| Jan Kotlant                                                                   | Tschechische Agrarpartei    | 4706               | 43,0 %  |
| Wahlberechtigte: 12.337, Ungültige/Leere Stimmen: 56, Wahlbeteiligung: 88,9 % |                             |                    |         |

### Reichsratswahl 1911
Die Reichsratswahl 1911 wurde am 13. Juni 1911 sowie am 20. Juni 1911 (Stichwahl) durchgeführt.

#### Erster Wahlgang
| Kandidat                                                                      | Partei                                  | Wahlkreis- stimmen | Prozent |
| ----------------------------------------------------------------------------- | --------------------------------------- | ------------------ | ------- |
| Rudolf Horský                                                                 | Tschechische Christlichsoziale Partei   | 4223               | 40,3 %  |
| Antonín Rydlo                                                                 | Tschechische Agrarpartei                | 3312               | 31,6 %  |
| Josef Ackermann                                                               | Tschechische Sozialdemokratische Partei | 1518               | 14,5 %  |
| František Kovářovic                                                           | Tschechisch national-soziale Partei     | 1411               | 13,5 %  |
|                                                                               | Sonstige Parteien                       | 10                 | 0,1 %   |
| Wahlberechtigte: 12.865, Ungültige/Leere Stimmen: 88, Wahlbeteiligung: 82,1 % |                                         |                    |         |

#### Stichwahl
| Kandidat                                                                      | Partei                                | Wahlkreis- stimmen | Prozent |
| ----------------------------------------------------------------------------- | ------------------------------------- | ------------------ | ------- |
| Antonín Rydlo                                                                 | Tschechische Agrarpartei              | 5198               | 50,4 %  |
| Rudolf Horský                                                                 | Tschechische Christlichsoziale Partei | 5123               | 49,6 %  |
| Wahlberechtigte: 12.865, Ungültige/Leere Stimmen: 99, Wahlbeteiligung: 81,0 % |                                       |                    |         |